# نور عماشة
نور عماشة هي مذيعة أخبار اقتصادية لبنانية عملت سابقا في العربية والحرة وسي إن بي سي. منذ أيلول/سبتمبر 2020، هي المضيفة للجلسة الأولى واقتصاد الشرق مع بلومبرغ على الشرق للأخبار.

## التعليم
تخرجت عماشة من مدرسة سابيس في عام 2004 وحصلت على درجة البكالوريوس في الاقتصاد من الجامعة الأميركية في بيروت، دفعة 2007. حصلت على درجة الماجستير في السياسة العامة والإدارة من جامعة نورث وسترن في الولايات المتحدة.

## مهنة
عملت عماشة مساعدة للبحث ثم محاضرة في الجامعة الأميركية في بيروت، وعملت لفترة قصيرة مستشارة في مجموعة البنك الدولي. في عام 2015، بدأت عماش مسيرتها الصحفية كمراسلة وكاتبة في قناة العربية، وانضمت إلى شبكات البث في الشرق الأوسط (محمد بن نايف) كمراسل إخباري في عام 2018. في عام 2019 انضمت عماش إلى سي إن بي سي عربية كمقدمة أخبار الأعمال ومراقبة الأسهم. في سبتمبر 2020، انضمت عماش إلى الشرق نيوز كمذيعة أخبار الأعمال.
قدمت عماشة العديد من برامج الأعمال بما في ذلك الدورة الأولى واقتصاد الشرق مع بلومبرغ على أخبار الشرق، البوصلة ومسار السوق على سي ان بي سي العربية، وكانت مساهما منتظما في العربية.